# Clem Tholet
Clem Tholet (ur. 1948 w Salisbury, zm. 6 października 2004 w Kapsztadzie) – rodezyjski piosenkarz, który stał się popularny w 1970 dzięki swoim pieśniom patriotycznym. Grał głównie na gitarze i śpiewał. Szczyt swojej sławy osiągnął podczas wojny rodezyjskiej. Zmarł w wieku 56 lat po długiej chorobie.